# Polycarpaea corymbosa
Polycarpaea corymbosa är en nejlikväxtart som först beskrevs av Carl von Linné, och fick sitt nu gällande namn av Jean-Baptiste de Lamarck. Polycarpaea corymbosa ingår i släktet Polycarpaea och familjen nejlikväxter.

## Underarter
Arten delas in i följande underarter:
- P. c. aurea
- P. c. brasiliensis
- P. c. contracta
- P. c. diffusa
- P. c. expansa
- P. c. grandiflora
- P. c. longipetala
- P. c. minor
- P. c. pseudolinearifolia
- P. c. torrensis
- P. c. yadagiriense

## Bildgalleri

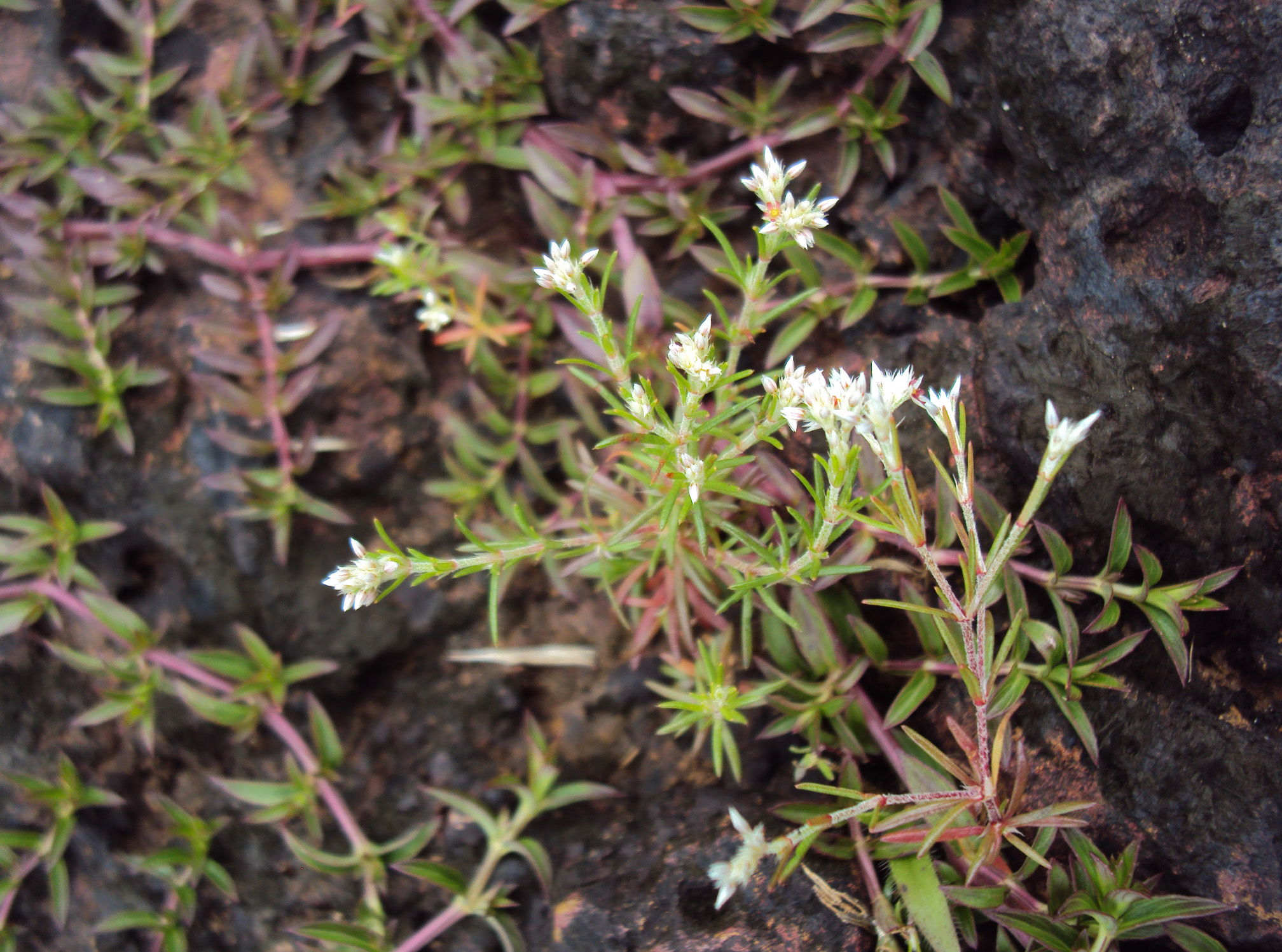
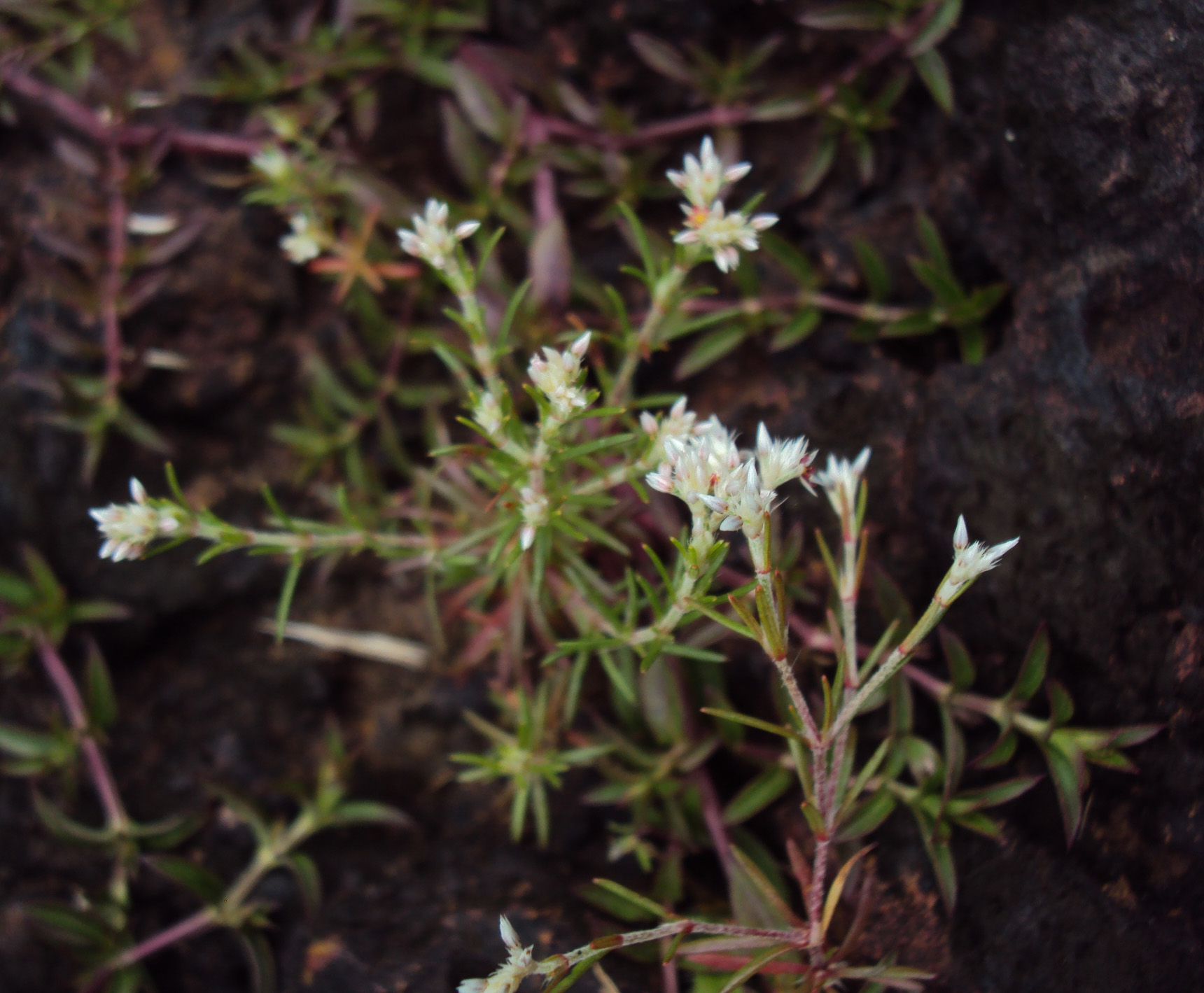
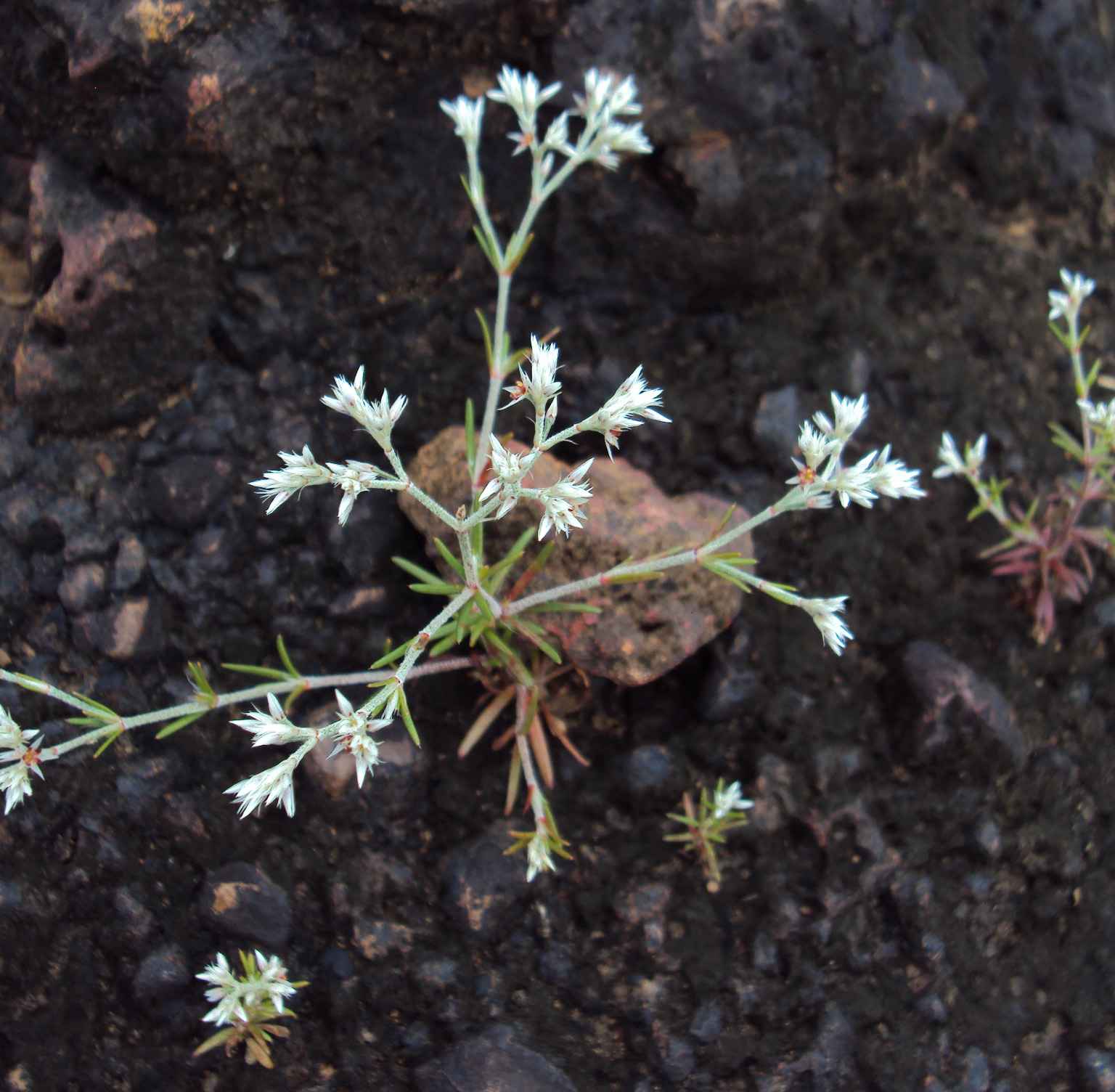
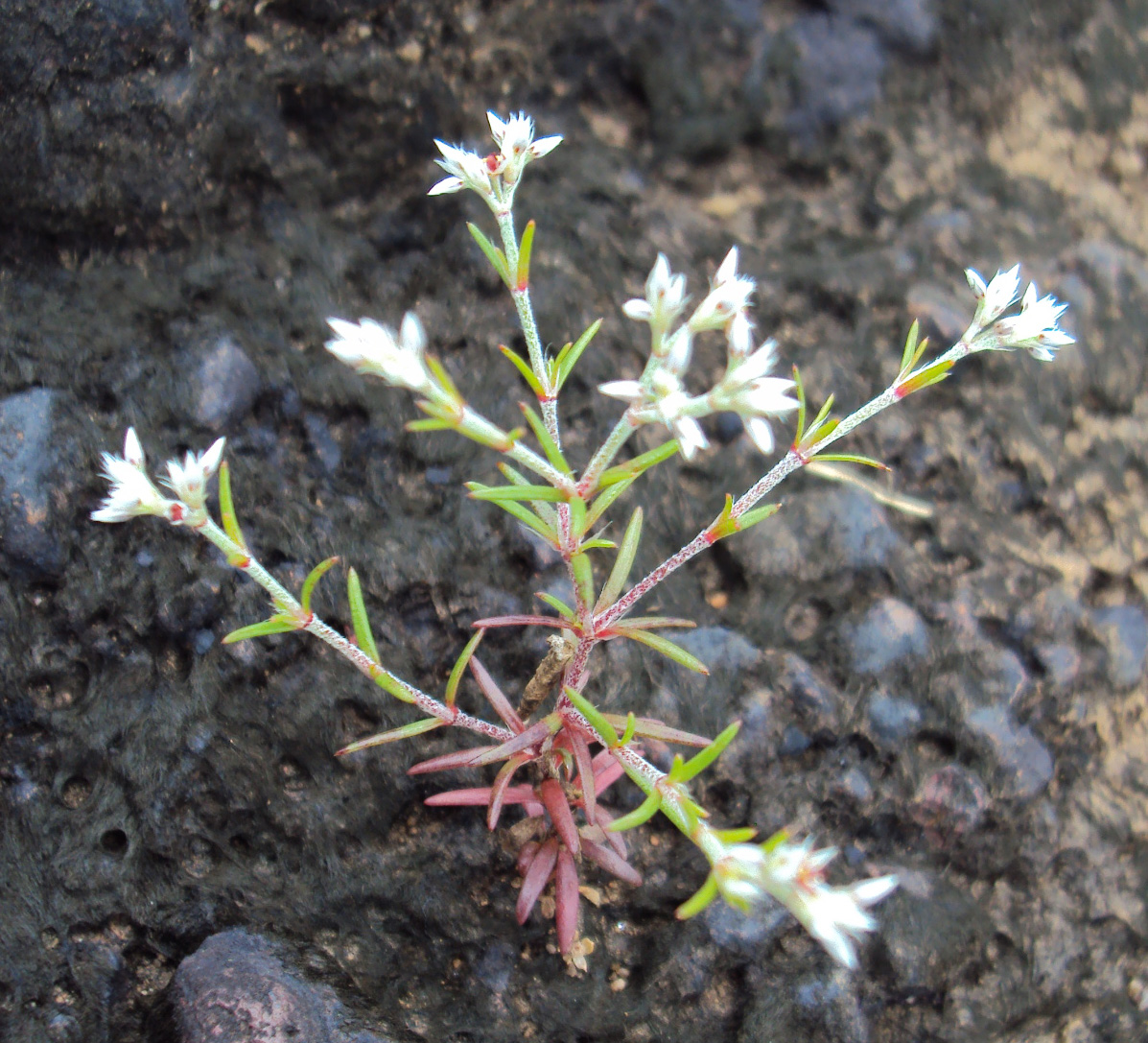
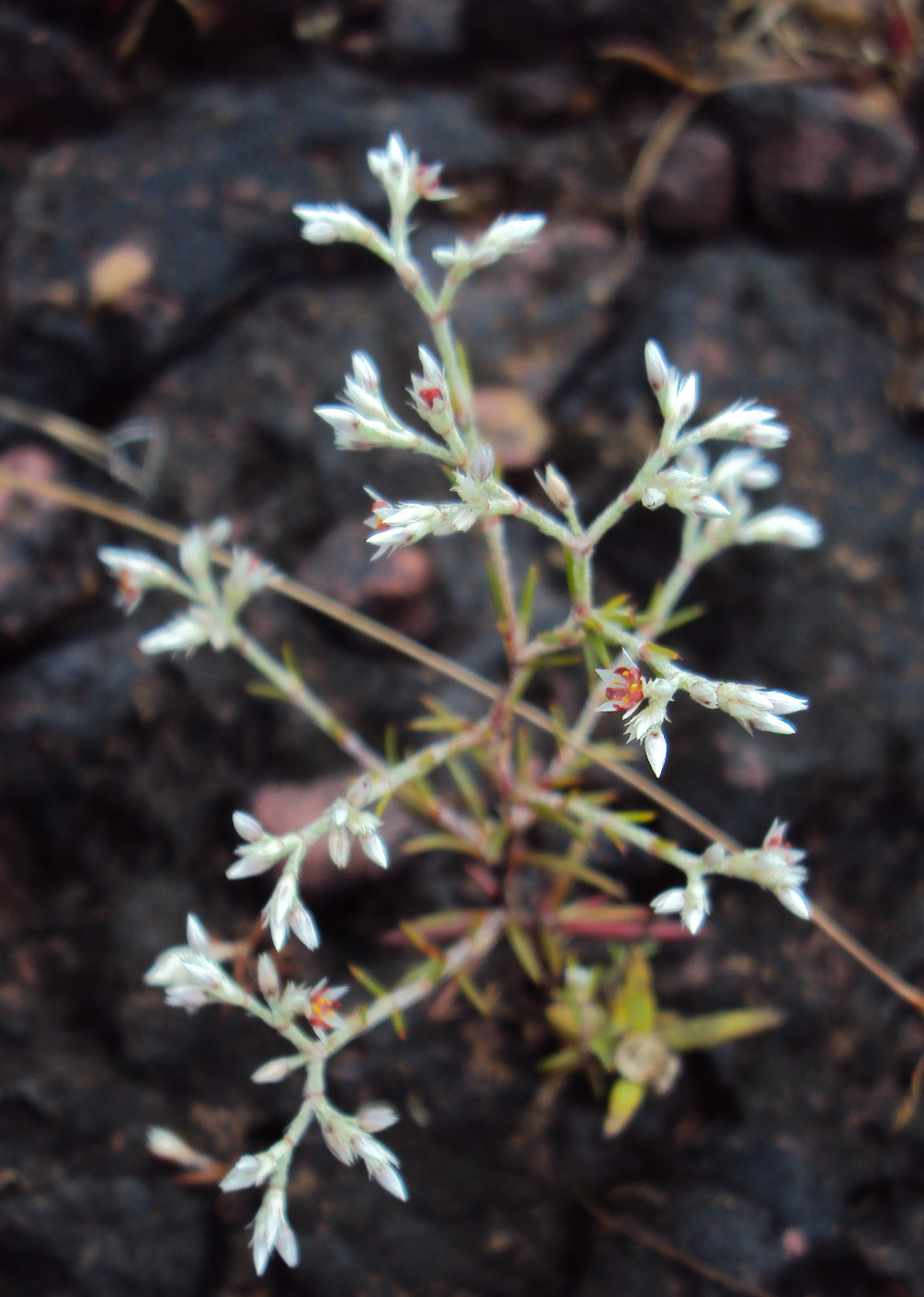
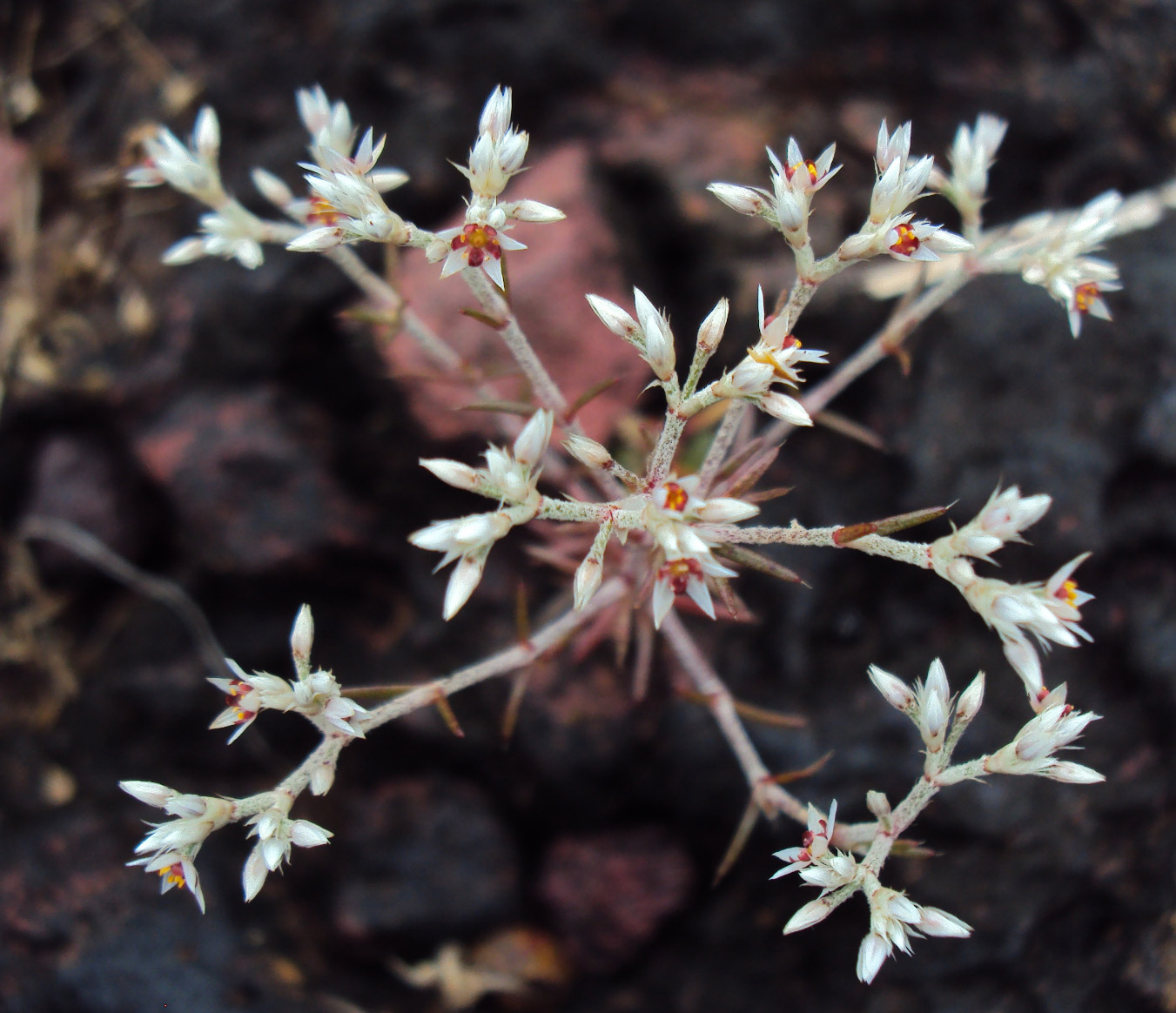